# Мартин Борман
Мартин Борман (на немски: Martin Bormann; 17 юни 1900 – 2 май 1945) е висш партиен (в НСДАП) и държавен ръководител в Нацистка Германия.
Той е райхслайтер (висш партиен функционер, ръководещ сектор от партийната дейност) в Нацистката партия в периода 1933 – 1945 г., началник на Кабинета на заместник-фюрера Рудолф Хес (1933 – 1941) и на наследилата го Партийна канцелария (1941 – 1945) на НСДАП, личен секретар на фюрера Адолф Хитлер (1943 – 1945) и след смъртта му 3 дни райхсминистър по партийните дела (30 април – 2 май 1945).
Особено се издига в йерархията след бягството на заместник-фюрера Рудолф Хес във Великобритания на 10 май 1941 г. Води личните финансови дела на фюрера, управлява огромни парични фондове на Нацистката партия. В края на април 1945 г. се намира в бункера на райхсканцеларията заедно с Хитлер. След самоубийството на Хитлер и Гьобелс изчезва.
През 1946 година Нюрнбергският процес го осъжда задочно на смърт чрез обесване. Адвокатите пледират, че не може да бъде осъден, защото е мъртъв. Съдът не приема доводите за убедителни и, разглеждайки делото, внасят забележка, че при задържане на Борман или негово предаване може да подаде молба за помилване в установен срок. По време на процеса свидетелят Артур Аксман (ръководителят на Хитлеровата младеж) съобщава, че при опита за бягство от райхсканцеларията през нощта срещу 2 май 1945 г. е видял в района на берлинската гара Лертербанхоф труповете на Борман и на СС-щандартенфюрер Лудвиг Щумпфегер – личния лекар на Хитлер, облечени в униформи без опознавателни знаци.
През април 1954 г. германски съд официално обявява Борман за мъртъв, но съмнения остават. Появяват се съобщения, че е в Латинска Америка, като „Ловците на нацисти“ проверяват тази възможност за залавянето му. Спекулира се, че е британски или съветски агент.
През 1972 г. в Берлин при полагане на подземни кабели край гарата Лертербанхоф са открити 2 скелета, които са идентифицирани като останките на Борман и на Щумпфегер. Те са се самоубили, потвърждение на което са сдъвкани ампули с цианкалий, открити в устната им кухина. Съмненията окончателно се разсейват през 1998 г., когато при сравнителен ДНК анализ с материал от син на Борман това се оказва вярната версия. Освен това Борман е имал неправилно сраснали кости, счупени при падане от кон през 1939 г. Останките му са кремирани през 1999 г. и прахът му е хвърлен в Балтийско море.

## Ранен живот
Роден е на 17 юни 1900 г. във Вегелебен (днес в Саксония-Анхалт) в Кралство Прусия в рамките на Германската империя. Син е на пощенския служител Теодор Борман (1862 – 1903) и втората му жена Антони Бернардине Менонг. Семейството е лутеранско. Той има доведени брат и сестра от първия брак на баща му с Луизе Гроблер, която почива през 1898 г. Антони Борман ражда трима синове, един от които умира в детството си. Мартин (р. 1900 г.) и Алберт (р. 1902 г.) оцеляват. Теодор умира, когато Борман е на 3 години, а майка му скоро се омъжва повторно.
Учението на Борман в селскостопанско търговско училище е прекъснато, когато се присъединява към 55-и артилерийски полк като артилерист през юни 1918 г., в последните дни от Първата световна война. Не участва в бой, но дежурства в гарнизон до февруари 1919 г.
След като за кратко работи във фуражна мелница за добитък, Борман става управител на имот в голяма ферма в Мекленбург. Малко след като започва работа в имението, Борман се присъединява към антисемитска асоциация на земевладелци. Докато хиперинфлацията във Ваймарската република обезценява парите, хранителните стоки, съхранявани във фермите, стават все по-ценни. В много имоти, включително и на Борман, има сили на организацията Фрайкорпс (предвождана от Герхард Росбах), които пазят реколтата от грабежи.
Борман се присъединява към Фрайкорпс през 1922 г. и служи като водач на секция и ковчежник.
На 17 март 1924 г. Борман е осъден на година затвор като съучастник на приятеля си Рудолф Хьос, който убива учителя Валтер Кадов. Извършителите вярват, че Кадов е издал на властите в окупираната Рурска област, че Алберт Лео Шлагетер от Фрайкорпс провежда саботажна дейност срещу френската промишленост. Шлагетер е арестуван и екзекутиран на 23 май 1923 г. През нощта на 31 май 1923 г. Хьос, Борман и още няколко души отвеждат Кадов на ливада извън града, където е пребит, а гърлото му е прерязано. След като участник си признава, полицията изравя тялото и повдига обвинения през юли. Борман е освободен от затвора през февруари 1925 г.
Присъединява се към Фронтбан – кратко съществувала нацистка паравоенна организация, съставена за да замени Щурмабтайлунг, която е забранена след провалилия се Бирен пуч. Борман се връща на работа в Мекленбург и остава там до май 1926 г., когато се премества с майка си в Оберваймар.

## Нацистка партия
През 1927 г. Борман се присъединява към Нацистката партия с членски номер 60 508. Присъединява се към Шуцщафел на 1 януари 1937 г. с членски номер 278 267. Със специална заповед на Хайнрих Химлер през 1938 г. Борман получава членски номер 555, който да отразява статута му на „Стар боец“ (на немски: Alter Kämpfer).

### Ранна кариера
Борман започва работа в ежеседмичния вестник Der Nationalsozialist, който се редактира от нациста Ханс Северус Циглер, който е заместник-гаулайтер в Тюрингия. След като влиза в партията, Борман поема служба като регионален прес-офицер, но липсата му на умения за говорене пред публика го правят неподходящ за тази позиция. Скоро той оползотворява организационните си умения като бизнес управител за гау Тюрингия. През октомври 1928 г. се премества в Мюнхен, където работи като застрахователен офицер за Щурмбайтлунг. Първоначално Нацистката партия предоставя застраховки на компании за членове, които са ранени или убити в честите насилствени схватки с членове на други политически партии. Тъй като застрахователните компании не желаят да плащат пари за подобни дейности, през 1930 г. Борман съставя Нацистки спомагателен фонд (на немски: Hilfskasse der NSDAP), фонд за привилегии и облекчения, администриран пряко от партията. Всеки партиен член е задължен да плаща премии и може да получи компенсация за травми, получени по време на провеждане на партийна дейност. Плащанията чрез фонда се правят единствено по лична преценка на Борман. Той започва да печели репутацията на финансов експерт и много партийни членове се чувстват лично задължени към него, след като получават пари от фонда. Освен за споменатата цел, фондът се използва като последна мярка за финансиране на партията, която постоянно изпитва недостиг на пари по това време. След успеха на Нацистката партия на парламентарните избори през 1930 г., където тя печели 107 места, членството в партията нараства драстично. Към 1932 г. фондът вече спестява по 3 милиона райхсмарки на година.
Борман работи и в щаба на Щурмбайтлунг от 1928 до 1930 г. и докато е там основава Нацисткия автомобилен корпус, предшественик на Нацисткия моторизиран корпус. Организацията е отговорна за координирането на дарените МПС-та на партийните членове, а по-късно се разширява така, че да обучава членове на автомобилни умения.

### Райхслайтер
След идването на власт на Нацистката партия през януари 1933 г. облекчителният фонд е преустроен така, че да предоставя общи инцидентни и имотни застраховки и Борман подава оставка от администрацията му. Той кандидатства за преместване и на 1 юли 1933 г. е приет като началник-щаб в офиса на Рудолф Хес, който по това време е заместник-фюрер. Борман служи и като личен секретар на Хес от 4 юли 1933 г. до май 1941 г. Департаментът на Хес е отговорен за разрешаването на диспути вътре в партията и работи като посредник между партията и държавата за политически решения и законодателство. Борман използва позицията си, за да създаде мащабна бюрокрация и да включи себе си във възможно най-много от процесите за взимане на решения. На 10 октомври 1933 г. Хитлер обявява Борман за райхслайтер (национален водач, най-високия партиен ранг) на Нацистката партия, а през ноември е обявен за депутат на Райхстага. Към юни 1934 г. Борман вече постепенно бива приеман във вътрешния кръг на Хитлер и го придружава навсякъде, предоставяйки обобщителна информация за събития и запитвания.
През 1935 г. Борман е назначен за надзирател при реновирането на Бергхоф, имота на Хитлер в Оберзалцберг. В началото на 1930-те години Хитлер купува имота, който държи под наем от 1925 г. като място за почивки. След като става канцлер, Хитлер изготвя планове за разширение и преобразуване на главната къща и поставя Борман начело на строителството. Борман дава старт на конструкцията на казарми за гвардейци от СС, пътища и пътеки, гаражи за превозни средства, стаи за гости, общежитие за персонала и други удобства. Борман, също така, купува съседни ферми, докато целият комплекс вече покрива 10 km2. Членове на вътрешния кръг на фюрера строят къщи в периметъра, започвайки от Херман Гьоринг, Алберт Шпеер и самия Борман. Борман възлага и строителството на Келщайнхаус, чайна, разположена високо на Бергхоф, като подарък за 50-ия рожден ден на Хитлер (20 април 1939 г.). Хитлер рядко използва сградата, но Борман обича да впечатлява гостите си, като ги води там.
Докато Хитлер е в Бергхоф, Борман винаги е около него и работи като личен секретар на фюрера. В това си качество, той започва да контролира потока от информация и достъпа до Хитлер. През този период Хитлер дава власт на Борман над личните му финанси. Освен заплатата му като канцлер, доходите на Хитлер включват и пари от книгата му Майн Кампф и употребата на лика му върху пощенски марки. Борман създава фонда „Адолф Хитлер“ за немска търговия и промишленост, който събира пари от немски индустриалци от името на Хитлер. Някои от получените пари през тази програма са изплатени на различни партийни водачи, но Борман запазва повечето от тях за Хитлер. Борман и други хора записват мислите на Хитлер, изявени по време на вечеря и монолози късно вечерта, и ги запазва. Материалите са публикувани след края на войната.
Офисът на заместник-фюрера има правото на последно одобрение за назначенията на държавни служители, а Борман преглежда документите на служителите и взема решенията за назначенията. Тази власт посяга върху компетентността на министъра на вътрешните работи Вилхелм Фрик и е пример за припокриването на отговорностите, характерно за нацисткия режим. Борман пътува навсякъде с Хитлер, включително до Австрия през 1938 г. след Аншлуса и Судетска област след подписването на Мюнхенското споразумение по-късно същата година. Борман е назначен да организира Нюрнбергските митинги през 1938 г., което е голямо партийно събитие.
Хитлер целенасочено изправя високопоставени партийни членове един срещу друг и Нацистката партия срещу гражданските служби. По този начин той насърчава недоверието, съперничеството и борбата сред подчинените си, за да консолидира властта си. Обикновено не издава писмени заповеди, а ги комуникира устно или ги предава чрез Борман. Да се изпадне в неблагоприятно положение с Борман означава да се изгуби достъпът до Хитлер. Борман се оказва господар на заплетените вътрешнопартийни борби. Освен това има възможността да контролира достъпа до Хитлер, което му позволява да контролира властта на Гьобелс, Гьоринг, Химлер, Розенберг, Франк и други високопоставени държавни служители, много от които са и негови врагове.
Докато Втората световна война напредва, вниманието на Хитлер се насочва върху чуждестранните дела и хода на войната, загърбвайки всичко останало. Хес, който не е пряко замесен в никое от тези начинания, все повече се отдръпва от делата на нацията и от вниманието на Хитлер. Борман успешно измества Хес от много от длъжностите му и узурпира позицията му до фюрера. Хес се опасява, че Германия ще бъде изправена пред война на два фронта, докато напредват плановете за операция „Барбароса“, нахлуването в Съветския съюз по-късно същата година. След като Хес тръгва сам за Великобритания на 10 май 1941 г. в търсене на преговори и бива арестуван и хвърлен в затвора при пристигането си, Хитлер счита това действие за лично предателство и премахва поста заместник-фюрер на 12 май, възлагайки бившите задължения на Хес да бъдат изпълнявани от Борман с титлата Глава на Партийното канцлерство. На тази позиция той е отговорен за всички назначения в Нацистката партия и отговаря лично само пред Хитлер. Колегите му започва да го наричат „Кафявото величие“, но никога в лицето му.
Властта и ефективният досег на Борман се разширяват значително през войната. Към началото на 1943 г. войната е предизвикала трудова криза за режима. Хитлер съставя тричленен комитет с представители на държавата, армията и партията в опит да се централизира контролът върху военната икономика. Членове на комитета съответно са Ханс Ламерс, фелдмаршал Вилхелм Кайтел и Борман. Комитетът има за цел независимо да предложи мерки, без да взема предвид желанията на министрите, като Хитлер запазва последното решение за себе си. Комитетът се събира общо 11 пъти между януари и август 1943 г. Обаче, членовете му се сблъскват с неодобрението на кабинета от министри на Хитлер, които държат дълбоко вкопани сфери на влияние и не са били включени в комитета. Виждайки го като заплаха за властта си, Гьобелс, Гьоринг и Шпеер се сработват, за да го свалят.

### Срещу църквата
Докато точка 24 от 25-те точки условно толерира християнството и Имперския конкордат, подписан с Ватикана през 1933 г., претендирайки да гарантира религиозната свобода на католиците, Хитлер вярва, че религията е фундаментално несъвместима с националсоциализма. Борман, който е твърдо против християнството, е съгласен с него и го потвърждава в публична реч през 1941 г. От политическа целесъобразност, Хитлер възнамерява да отложи елиминирането на църквата до след войната. Обаче, тази постоянна враждебност срещу църквата показва на подчинените му, че продължение на борбата срещу църквата би било толерирано и дори окуражавано.
Борман е един от водещите привърженици на гоненията на християнските църкви. През февруари 1937 г. той постановява, че членовете на духовенството не трябва да бъдат приемани в Нацистката партия. На следващата година той отсъжда, че всички членове на духовенството, които са на партиен пост, трябва да бъдат освободени от длъжността си и че всеки член, който смята да влезе в духовенството, трябва да се откаже от членството си в партията. И докато натискът на Борман да затвори богословските департаменти в университетите на Райха търпи неуспех, той успява да намали количеството религиозно обучение, преподавано в публичните училища, до два часа на седмица и задължава премахването на кръстовете от класните стаи. Хитлер по-късно отменя тази забрана, тъй като тя уврежда морала на хората. Шпеер отбелязва в мемоарите си, че докато създава чернови планове за Welthauptstadt Germania, планираното преустройство на Берлин, Борман му казва, че за църквите няма да бъде отделено място за строеж.
В хода на кампанията срещу католическата църква стотици манастири в Германия и Австрия са конфискувани от Гестапо, а обитателите им са пропъдени. През 1941 г. католическият епископ Клеменс Август фон Гален публично протестира срещу насилствената евтаназия на душевно и неизлечимо болните (Акция Т4), като критикува програмата като незаконна и аморална. Борман се обявява за обесване на Гален, но Хитлер и Гьобелс заключават, че смъртта на Гален само би била разглеждана като мъченичество и би довела до допълнителни безредици. Хитлер решава да се справи с проблема след края на войната.

### Личен секретар на фюрера
Силно зает с военните дела и прекарвайки повечето си време във военната щаб-квартира на Източния фронт, Хитлер започва все повече да разчита на Борман за боравене с домашните политики на страната. На 12 април 1943 г. Хитлер официално назначава Борман за негов личен секретар. По това време Борман де факто вече има контрол над всички вътрешни дела и това ново назначение му дава властта да действа с официален капацитет по всеки въпрос.
Борман е неизменим защитник на изключително тежките и радикални мерки, когато става въпрос за отношението към евреите, покорените източни народи и военнопленниците. На 31 май 1944 г. той подписва указ, който разширява правомощията на Нюрнбергските закони върху анексираните територии на изток. След това подписва указ на 9 октомври 1942 г., постановляващ, че Окончателното решение на еврейския въпрос не може повече да бъде решаван чрез емиграция, а само чрез употребата на „безмилостна сила в специални лагери на Изток“, тоест избиването на евреите в лагери на смъртта. Последващ указ, подписан от Борман на 1 юли 1943 г., дава на Адолф Айхман пълна власт над евреите, които вече попадат под ексклузивната юрисдикция на Гестапо.
Знаейки, че Хитлер гледа на славяните като на по-низши хора, Борман се противопоставя на въвеждането на немския наказателен кодекс в покорените източни територии. Той лобира и накрая постига строг отделен наказателен кодекс, който имплементира военно положение за полските и еврейски жители на тези области. След 4 декември 1941 г. са позволени смъртните присъди за тези етноси, дори и за най-тривиални нарушения.
Борман подкрепя жестокия подход на Ерих Кох, райхскомисар на Райхскомисариат Украйна, в бруталното му отношение към славяните. След като посещава селскостопански кооперации около Виница в Украйна, Борман става загрижен относно здравето на населението, тъй като се опасява, че то може да представлява заплаха за режима. След дискусия с Хитлер, той издава директива към Алфред Розенберг, който е министър на окупираните източни територии и има по-умерен подход от Борман, в която пише:

Славяните ще работят за нас. Тъй като нямаме нужда от тях, те могат да умират. Плодовитостта на славяните е нежелателна. Колкото до храната, те няма да получават повече от нужното. Ние сме господарите, ние сме на първо място.

Борман и Химлер споделят отговорността за Фолксщурм, народно опълчение, създадено на 18 октомври 1944 г. Борман се заема с организацията, докато Химлер се грижи за предоставянето на обучение и екипировка. Слабо подготвеното опълчение се сражава на Източния фронт и има незначително влияние върху съветското настъпление.

### Последни дни
Хитлер премества щаб-квартирата си във Фюрербункера в Берлин на 16 януари 1945 г., където заедно с Борман и други от обкръжението си остава до края на април. На 16 април 1945 г. започва битката за Берлин, а към 19 април съветските войски вече са започнали да обграждат града. На 23 април Алберт Борман напуска бункеровия комплекс и лети към Оберзалцберг. Хитлер нарежда на него и на много други да напуснат Берлин.
Рано сутринта на 29 април 1945 г. Гьобелс, Вилхелм Бургдорф, Ханс Кребс и Мартин Борман свидетелстват и подписват Последната воля и завещание на Адолф Хитлер. На Борман е заръчано да съблюдава изпълнението на завещанието му.
След като Хитлер и Ева Браун се самоубиват в следобеда на 30 април, телата им са изнесени на повърхността и изгорени, по волята на Хитлер. Според завещанието му, Борман става министър на партията и де факто неин генерален секретар. Гьобелс е назначен за глава на правителството и канцлер на Германия, но по-късно през деня той и жена му Магда също се самоубиват. На 2 май битката за Берлин приключва, когато генерал Хелмут Вайдлинг безусловно предава града на генерал Василий Чуйков.

## Смърт и останки

### Опис на Аксман
Около 23:00 часа на 1 май Борман напуска Фюрербункера, заедно с водача на Хитлерюгенд Артур Аксман, доктора от СС Лудвиг Щумпфегер и пилота на Хитлер Ханс Баур като членове на една от групите, опитващи се да пробият през съветското обкръжение. Борман носи със себе си копие от завещанието на Хитлер. Групата се придвижва пеша през тунел на Берлинското метро до станция Фридрихщрасе, където излизат на повърхността. Няколко членове на групичката се опитват да преминат река Шпрее при моста Вайдендамер, приклекнали зад танк Тигър II. Танкът е ударен от съветска артилерия и унищожен, а Борман и Щумпфегер са повалени на земята. В края на краищата Борман, Щумпфегер и още няколко души пресичат реката на третия си опит. Те вървят покрай железопътната линия до централната железопътна гара на Берлин, където Аксман решава да ги остави и да тръгне в противоположна посока. Когато среща съветски патрул, Аксман хуква обратно. Той вижда две тела, които по-късно идентифицира като Борман и Щумпфегер, на мост близо до железопътната линия. Той не разполага с време да провери телата напълно, затова и не знае как са умрели. Тъй като съветските власти никога не споменават да са намерили тялото на Борман, неговата съдба остава под съмнение в продължение на много години.

### Задочни обвинения
В хаотичните времена след войната изникват противоречиви доклади относно местоположението на Борман. Той е познаван в Аржентина, Испания и другаде. Жена му е поставена под наблюдение, в случай че той се опита да установи контакт с нея. Якоб Глас, дългогодишният шофьор на Борман, твърди, че го е видял в Мюнхен през юли 1946 г. В случай че Борман е жив, многобройни публични изявления относно Нюрнбергските процеси се поставят във вестниците и радиото през октомври и ноември 1945 г., за да го известят за обвиненията срещу него.
Съдебният процес започва на 20 ноември 1945 г. Тъй като липсват доказателства за смъртта на Борман, Международният военен трибунал го обвинява задочно. Обвинен е по три точки: конспирация за водене на агресивна война, военни престъпления и престъпления срещу човечеството. Прокуратурата заявява, че Борман е участвал в планирането и подписването на практически всички антисемитски закони, въведени от режима. Защитата му неуспешно предлага, че съдът не може да съди Борман, защото той е вече мъртъв. Впоследствие Борман е оправдан по обвинението за конспирация за водене на агресивна война, но е намерен за виновен по останалите две точки. На 15 октомври 1946 г. е осъден на смърт чрез обесване с уговорката, че ако по-късно е намерен жив, всякакви нови факти, които могат да бъдат взети предвид, могат да бъдат използвани за намаляване на присъдата или да я отменят.

### Откриване на останките
През следващите години няколко организации, сред които ЦРУ и правителството на Западна Германия, се опитват да намерят Борман, но без успех. През 1964 г. правителството на Западна Германия предлага възнаграждение от 100 000 марки за информация, която би помогнала за залавянето на Борман. Докладвани са случаи за неговото виждане от цял свят, включително Австралия, Дания, Италия и Южна Америка. В автобиографията си нацисткият офицер от разузнаването Райнхард Гелен твърди, че Борман е бил съветски шпионин и че е избягал в Москва. Ловецът на нацистки Симон Визентал вярва, че Борман живее в Южна Америка. През 1971 г. правителството на Западна Германия обявява, че търсенето на Борман е приключило.
През 1963 г. пенсиониран пощенски служител на име Алберт Крумнов казва на полицията, че около 8 май 1945 г. съветските войски нареждат на него и на колегите му да погребат две тела, намерени близо до железопътен мост, до станция Лертер. Единият труп е облечен в униформа на Вермахта, а другият е само по бельо. Колегата на Крумнов, Вагенпфол, намира платежната книжка на доктор Лудвиг Щумпфегер във второто тяло. Той предава книжката на началника си, който я предава на съветските власти. Те я унищожават.
Разкопки на 20 – 21 юли 1965 г. на мястото, упоменато от Аксман и Крумнов, не успяват да намерят телата. Въпреки това, на 7 декември 1972 г. строителни работници откриват човешки останки близо до станция Лертер в Западен Берлин, само на 12 m от мястото, където Крумнов споменава да ги е заровил. След аутопсия са намерени части от стъкла в челюстите на двата скелета, което подсказва, че мъжете са се самоубили с капсули цианид, за да избегнат залавяне. Единият скелет е идентифициран като Борман, като пораженията върху ключицата му съвпадат с травмите на Борман, описани от синовете му след инцидент по време на езда през 1939 г. Съдебните експерти потвърждават, че размерът на скелета и формата на черепа са идентични с тези на Борман. Така вторият скелет е приписан на Щумпфегер, тъй като е с подобна височина на последно докладваните пропорции на тялото му. В началото на 1973 г. е направена лицева възстановка на двата черепа, за да потвърди самоличността на телата. Малко след това правителството на Западна Германия обявява Борман за мъртъв. На семейството не е позволено да кремира тялото, в случай че е нужен по-нататъшен съдебен преглед.
Останките са окончателно идентифицирани като Борман през 1998 г., когато немските власти нареждат да се проведат генетични тестове върху части от черепа. Останките му са кремирани и разпръснати в Балтийско море на 16 август 1999 г.

## Личен живот
На 2 септември 1929 г. Борман сключва брак с 19-годишната Герда Бух, чийто баща, майор Валтер Бух, служи като директор на организация, отговорна за разрешаване на конфликти вътре в партията. Хитлер често посещава къщата на семейство Бух и именно там се запознава с Борман. Хес и Хитлер са свидетели на сватбата. Борман има и няколко любовници.
Мартин и Герда Борман имат 10 деца:
- Мартин Адолф Борман (14 април 1930 г. – 11 март 2013 г., кръстен на Адолф Хитлер, който му е кръстник)
- Илсе Борман (р. 9 юли 1931 г. - 1958 г., Нейната сестра близначка, Еренгард, почина малко след раждането. Тъй като Илзе е кръстена на своята кръстница, Илзе Хес, името й е променено на „Ейке“ след полета на Рудолф Хес до Великобритания през 1941 г.)
- Ирмгард Борман (р. 25 юли 1933 г.)
- Рудолф Герхард Борман (р. 31 август 1934 г., кръстен на Рудолф Хес, който му е кръстник)
- Хайнрих Хуго Борман (р. 13 юни 1936 г., кръстен на Хайнрих Химлер)
- Ева Уте Борман (р. 4 май 1938 г.)
- Герда Борман (р. 4 август 1940 г.)
- Фриц Хартмут Борман (р. 3 април 1942 г.)
- Фолкер Борман (18 септември 1943 г. – 1946 г.)

Герда Борман с децата им напуска Оберзалцберг за Италия на 25 април 1945 г. след съюзническа бомбардировка. Тя умира от рак на 26 април 1946 г. в Мерано. Децата на Борман, които преживяват войната, са отгледани в приемни домове. Най-големият му син Мартин става католически свещеник и работи като мисионер в Африка. По-късно се оттегля от духовенството и се жени.